# Jewgenija Alexandrowna Starzewa
Jewgenija Alexandrowna Starzewa (russisch Евгения Александровна Старцева, englische Transkription: Yevgeniya Aleksandrovna Startseva; * 12. Februar 1989 in Tscheljabinsk) ist eine russische Volleyballspielerin.

## Karriere
Starzewa begann ihre Karriere in einer Nachwuchsmannschaft ihrer Heimatstadt. 2004 ging sie zu Awtodor-Metar Tscheljabinsk. Am 8. September 2007 debütierte die Zuspielerin in der russischen Nationalmannschaft. 2009 erreichte sie mit Russland das Finale des Grand Prix. 2010 wurde sie in Japan durch einen Finalsieg der Russinnen gegen Brasilien Weltmeisterin. Anschließend wechselte Starzewa zu VK Dynamo Krasnodar. Mit dem neuen Verein erreichte sie 2011 das Finale des CEV-Pokals gegen Robur Tiboni Urbino. 2012 nahm sie an den Olympischen Spielen in London teil und belegte mit Russland nach dem Aus im Viertelfinale den fünften Rang. Nach dem Turnier wechselte sie zu VK Dynamo Kasan.